# 工業排水

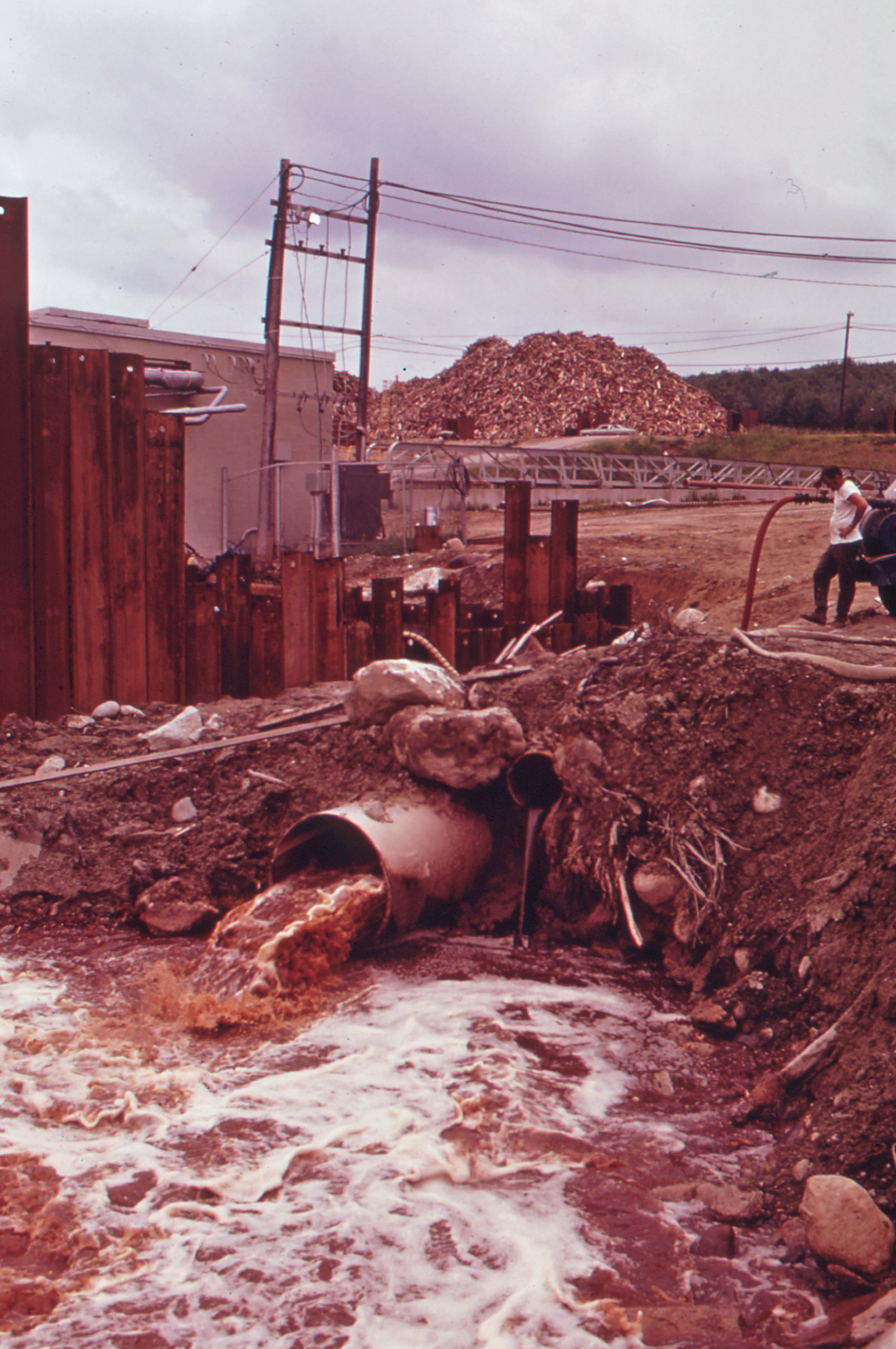
製紙工場の工業排水（アメリカ合衆国）

工業排水（こうぎょうはいすい）は、工業で生じ、排出される水。工場排水（こうじょうはいすい）とも呼ばれる。鉱業排水を含める場合もある。産業排水の一種である。
日本にかつて存在した工場排水等の規制に関する法律では、『工場排水等』は『特定施設を設置する工場又は事業場から公共用水域に排出される水』と定義されていた。

## 処理
日本では、工業排水は水質汚濁防止法が適用される。
工業排水にはさまざまな汚染物質が含まれていおり、処理せずに排出すると自然環境や地域住民の生活に悪影響を及ぼす。また、工業排水には海や河川などに直接排出するもの以外にも、土にしみ込んで地下水となるものもあり、それらが直接海や河川に流出することによる影響も危険視されている。
現代において新たに浮上した排水処理問題も存在する。半導体工場の排水にはフッ化水素酸や、ダイオキシン類、内分泌攪乱物質などの有毒物質が含まれており、排水処理設備の更新が求められている。

### 水質の回復に必要な水の量
- 味噌汁1杯（約150mL） - 約1110L[5]
- 牛乳コップ1杯（150ｍL） - 約2700L[5]
- シャンプー10L - 約3000L[5]

### 公害問題
水質汚濁防止法の制定により工場などの排水処理は進んでいるが、湾や湖沼などの閉鎖性水域の環境水準は横這いとなっている。そのため、赤潮による漁業への被害も発生している。
埼玉県における2015年（平成27年）度の異常水質事故の約55％は鉱物油を含む油分の公共用水域への流出が原因で、そのうちの約21%は工場・事業場からの排水によるものであった。
過去には、工業排水が原因となった環境汚染とそれによる公害が幾度も発生している。ここに主要なものを記載する。
- 本州製紙工場事件 - 『黒い水』を河川に排出したことにより発生[7]。

四大公害病
- 水俣病 - 有機水銀を海や河川に排出したことにより発生[8]。
- イタイイタイ病 - カドミウムを河川に排出したことにより発生[9]。
- 第二水俣病（新潟水俣病） - 有機水銀を河川に排出したことにより発生[10]。